# Cyber Monday
Cyber Monday (ou Green monday) est une expression de marketing utilisée d'abord aux États-Unis pour nommer le lundi qui suit le Black Friday — à savoir le vendredi qui suit immédiatement le jeudi de Thanksgiving. Il a été créé par les détaillants pour encourager les gens à faire leurs achats en ligne ce lundi.
C'est le lundi après Thanksgiving qui tombe le plus souvent en novembre, mais si Thanksgiving a lieu les 27 ou 28 novembre, il tombera en décembre. La plage de dates s'étend du 26 novembre au 2 décembre, toujours quatre jours après les vacances.
Au Québec, la traduction « Cyber lundi » (ou « Cyberlundi » en un seul mot) s'est imposée.
Le Cyber Monday est devenu l'équivalent en ligne du Black Friday et offre un moyen pour les petits sites internet de vente au détail de concurrencer les grandes chaînes. Depuis sa création, il est devenu un terme de marketing international utilisé par les détaillants en ligne du monde entier.

## Histoire
L'expression « Cyber Monday » est apparue le 28 novembre 2005 dans une dépêche du site Shop.org intitulée « 'Cyber Monday' Quickly Becoming One of the Biggest Online Shopping Days of the Year ».

## États Unis

### Dépenses en ligne
En 2020, selon les données d'Adobe Analytics, Cyber Monday a atteint un nouveau record entre 10,8 milliards de dollars et 12,7 milliards de dollars. Les consommateurs américains ont dépensé 6,3 millions de dollars par minute en achats en ligne, pour un total de 3,6 milliards de dollars via les smartphones. C'était la deuxième plus grande journée en ligne et en ligne de l'histoire des États-Unis.

## Impact
Selon une étude de Shop.org/BizRate Research réalisée en 2005, « 77 % des revendeurs en ligne avancent que leurs ventes augmentent de façon marquée le lundi suivant le Thanksgiving, une tendance qui provoque de substantielles réductions et d'importantes promotions lors du Cyber Monday de cette année (2005) ».
En 2010, ComScore a rapporté que les consommateurs américains ont dépensé 32,6 milliards de dollars en achats en ligne lors du Cyber Monday (voyages exclus pour l'année 2009, qui s'élevaient à 887 millions de dollars), le jour de l'année 2010 qui a vu le plus d'achats en termes de dépenses.
En 2013, les ventes en ligne durant Cyber Monday aux États-Unis ont augmenté de 20,6 % par rapport à l'année précédente, atteignant un record de 2,29 milliards de dollars. Alors qu'en 2014, les ventes devraient atteindre 2,6 milliards de dollars, ce qui représenterait une augmentation de 15 % par rapport à 2013.
L'expression « Cyber Monday » est depuis reprise par les revendeurs en ligne établis au Canada, au Royaume-Uni, au Portugal, en Allemagne, en Suisse, en France et au Chili. Dans tous les pays mentionnés, l'impact du Cyber Monday est toutefois nettement inférieur à celui du Black Friday. En Suisse, par exemple, les revenus générés par le Lundi fou sont dix fois moins élevés que ceux du Black Friday.

## Suisse
En Suisse, le Cyber Monday est un événement promotionnel important qui suit le Black Friday dans le fait de proposer les meilleures promotions des shops en ligne.

### Citations originales
1. ↑  (en) « 77 percent of online retailers said that their sales increased substantially on the Monday after Thanksgiving, a trend that is driving serious online discounts and promotions on Cyber Monday this year (2005) »